# Nitocri
Nitocri (Nitocri, regina d'Egitto) è un'opera in due atti di Saverio Mercadante, su libretto di Lodovico Piossasco Feys e Apostolo Zeno. La prima rappresentazione ebbe luogo al Teatro Regio di Torino il 26 dicembre 1824 e l'opera ebbe «grata accoglienza».
Gli interpreti della prima rappresentazione diretti da Giovanni Battista Polledro furono:
| Personaggio | Interprete         |
| ----------- | ------------------ |
| Nitocri     | Caterina Canzi     |
| Mirteo      | Brigida Lorenzani  |
| Emirena     | Carolina Franchini |
| Feraspe     | Nicola Tacchinardi |
| Micerino    | Luciano Bianchi    |
| Idaspe      | Lorenzo Lombardi   |
| Ramiro      | Vittoria Smitt     |

Il libretto di Apostolo Zeno era già stato utilizzato per un'opera con lo stesso titolo di Antonio Caldara, rappresentata a Vienna, nel Teatro della Favorita, il 30 agosto 1722.

## Trama
L'azione si rappresenta in Menfi.

## Struttura musicale
- Sinfonia

### Atto I
- N. 1 - Introduzione Si ricerchi la bella Emirena (Coro)
- N. 2 - Duetto Feraspe e Mirteo Avrai fra poco, audace
- N. 3 - Coro e Cavatina Nitocri Serena i vaghi rai - Bel raggio lusinghier (Nitocri, Coro)
- N. 4 - Terzetto Nitocri, Feraspe e Mirteo Perché quei tronchi accenti
- N. 5 - Aria Mirteo Se m'abbandoni
- N. 6 - Finale I Deh ci svela, gran Nume d'Egitto - Deh mi guarda e poi condanna - Qual furor di vendetta, di sdegno (Coro, Feraspe, Nitocri, Mirteo, Idaspe, Mirteo, Emirena, Micerino, Ramiro)

### Atto II
- N. 7 - Coro e Quartetto Tu salvar Mirteo procura - Senti la flebil voce (Feraspe, Nitocri, Mirteo, Micerino)
- N. 8 - Aria Nitocri Ah! che la dolce calma (Nitocri, Coro)
- N. 9 - Duetto Nitocri e Mirteo Vanne; se alberghi in petto
- N. 10 - Aria Feraspe Tanta perfidia o barbara (Feraspe, Coro)
- N. 11 -  Coro e Aria Finale Mirteo Viva il fedel Mirteo - Non reggo a tal contento (Mirteo, Coro, Nitocre, Idaspe, Emirena, Micerino)